# Albrecht Dürer der Ältere

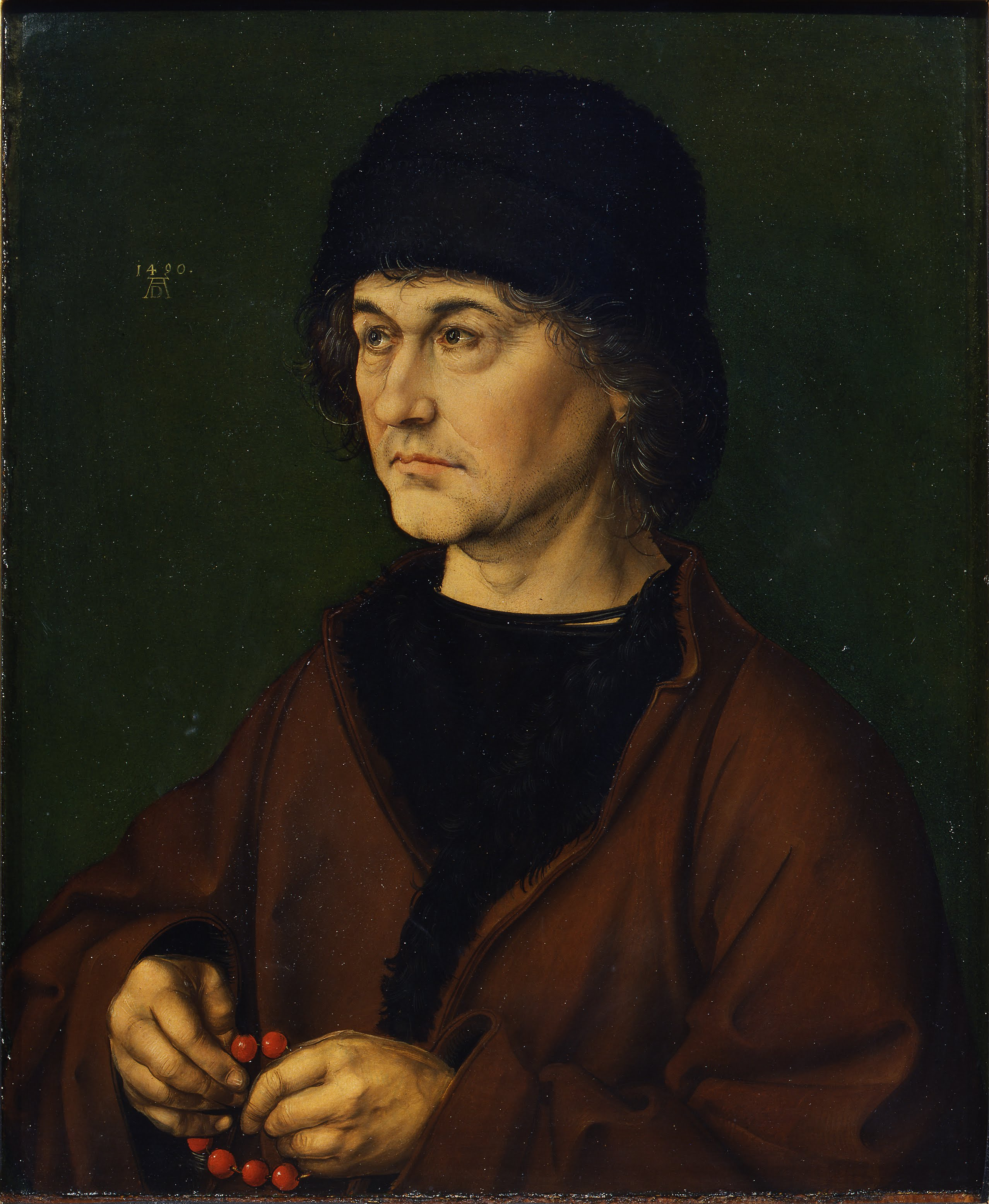
Albrecht Dürer d. Ä. (1490), gemalt von seinem Sohn Albrecht Dürer

Albrecht Dürer der Ältere (ungarisch Ajtósi Dürer Albrecht; * um 1427 in Ajtós bei Gyula, Königreich Ungarn; † vor dem 20. September 1502 in Nürnberg, HRR) war ein Goldschmied in Nürnberg. Er war der Vater der Maler Albrecht Dürer und Hans Dürer sowie des Goldschmieds Endres Dürer.

## Leben
Albrecht Dürer der Ältere war der älteste Sohn des Goldschmieds Anthoni Dürer. Nach einer Goldschmiedelehre bei seinem Vater begab er sich auf eine ausgedehnte Wanderschaft. Mit 17 Jahren erscheint er in einer Auszügerliste der Nürnberger Armbrust- und Büchsenschützen zum ersten Mal in schriftlichen Quellen. Es wird angenommen, dass er bei diesem Aufenthalt den Goldschmied Hieronymus Holper kennenlernte und für kurze Zeit als Geselle in dessen Werkstatt tätig war. Hier dürfte er auch den Namen „Dürer“ angenommen haben, der sich von seinem ungarischen Geburtsort ableitet (ajtó = Tür). Der Name „Dürer“ ist also ein Herkunftsname, die Tür findet sich auch im Wappen seines Sohnes wieder.
Auf seiner Wanderschaft folgte ein mehrjähriger Aufenthalt in den Niederlanden, wo er laut den Aufzeichnungen seines Sohnes mit vielen bedeutenden niederländischen Goldschmieden Kontakte knüpfte. Aufgrund eines um 1470 bis 1480 angefertigten Doppelpokals im Kunsthistorischen Museum in Wien, der von Heinrich Kohlhaussen versuchsweise Albrecht Dürer d. Ä. zugeschrieben worden ist und burgundische Einflüsse zeigt, wird vermutet, dass ihn seine Reise auch nach Burgund führte und er eventuell Arbeiten für Herzog Philipp III. den Guten ausgeführt hat.
Laut der Familienchronik kehrte er am 25. Juni 1455 nach Nürnberg zurück. Er trat nun endgültig in die Werkstatt des Hieronymus Holper ein, der nicht nur sein Gönner, sondern auch sein Freund wurde. Am 4. April 1467 erwarb er die Bürgerrechte der Stadt Nürnberg und wurde als Mitarbeiter Holpers am Silberwaagamt und an der Goldschmiedeschau bestätigt. Am 8. Juni 1467 heiratete der bereits Vierzigjährige die damals gerade 15 Jahre alte Barbara, Tochter des Hieronymus Holper. Er hatte mit ihr zusammen 18 Kinder, von denen nur drei die Kindheit überlebten.
Am 4. Juni 1468 erteilte ihm die Stadt die Rechte eines Goldschmiedemeisters und er beschloss, sich endgültig dort niederzulassen. Er machte sich selbstständig und mietete sich im Hinterhaus des Humanisten und Priesters Johannes Pirckheimer ein, dem Vater des Gelehrten und Humanisten Willibald Pirckheimer, der später auch Dürers Söhne fördern sollte. Dürer erlangte bald Respekt und Anerkennung, so dass man ihn am 20. März 1470, zusammen mit dem Goldschmied Nicolaus Rot, zum Münzprobierer der Stadt Nürnberg ernannte. In den Folgejahren wurde Albrecht Dürer d. Ä. mit zahlreichen städtischen Aufgaben betraut. Am 12. Mai 1475 erwarb und bezog er das Haus S 493 an der Ecke der Burgstraße zur Oberen Schmiedgasse. Am Markt und auf dem Weg zur Burg gelegen gehörte dies zum "ältesten und vornehmsten Viertel" Nürnbergs. In der Nachbarschaft wohnten erfolgreiche Unternehmer und begüterte Humanisten, die Kirchen und Klöster rundum waren gute Kunden.
Im Jahr 1489 fertigte er zusammen mit dem Goldschmied Hans Krug d. Ä. zwei Trinkgeschirre für Kaiser Friedrich III. an. Im Jahr 1492 unternahm er eine Reise nach Linz, wo er mit dem Kaiser zusammentraf, um diesem nicht näher bezeichnete Goldschmiedearbeiten zu überbringen (Brief Dürers aus Linz an seine Ehefrau, heute im Germanischen Nationalmuseum).
1502 starb Dürer an der Ruhr. Am 20. September wurde er in Nürnberg begraben.

## Werke
Obwohl sich Albrecht Dürer d. Ä. als Goldschmied einen großen Namen gemacht hat, lässt sich heute keine seiner Arbeiten mehr mit Sicherheit zuweisen.

### Dokumentarisch belegte Werke
Eine große Anzahl von Werken sind durch alte Dokumente belegt.
- Zwei silberne Schildchen für die Musiker von Nürnberg (1471)
- 24 Pokale aus vergoldetem Silber für die Stadt Nürnberg, davon vier mit Deckel (1477)
- Mehrteiliges Trinkgeschirr für den Bischof von Posen, Uriel von Gorka (1486)
- Zwei silberne Trinkgeschirre für den Kaiser Friedrich III. (1489)
- Zwei Monstranzen zur Aufnahme eines Dorns der Dornenkrone Christi und eines Geißelknotens für die Heilig-Geist-Kirche in Nürnberg (1489/90)
- Doppelpokal aus dem Besitz Albrechts von Brandenburg.

### Erhaltene mögliche Werke
Goldschmiedearbeiten
- Doppelpokal, um 1470–1480, Kunsthistorisches Museum, Wien. Diese Arbeit wurde dem Meister von Heinrich Kohlhaussen zugeschrieben. Dabei stützte er sich vermutlich auf eine erhaltene Nachzeichnung von einem ähnlichen, heute aber verschollenen „Doppelpokal“, der sich in der Sammlung des Kardinals Albrecht von Brandenburg befunden hatte. Diese Zuschreibung fand jedoch wenig Anerkennung, so dass der sehr schöne Pokal auch weiterhin als Arbeit eines anonymen Nürnberger Meisters ausgestellt wird.

- Schlüsselfelder Schiff, um 1502/03, Germanisches Nationalmuseum, Nürnberg. Es wird von einigen Kunstwissenschaftlern als vermutlich letztes Werk des Meisters betrachtet.

 Zeichnungen
- Turnierreiter (Silberstiftzeichnung), um 1480, Kupferstichkabinett Berlin. Die Zeichnung wurde lange Albrecht Dürer dem Jüngeren als Frühwerk zugeschrieben, da eine spätere Beschriftung „1508 A. d.“ am oberen Rand eine falsche Spur gelegt hatte. Das Entstehungsdatum muss dem Stil nach früher liegen. Heute halten die meisten Forscher die Zeichnung für ein Werk Albrecht Dürers d. Ä. Es handelt sich um ein Musterbuchblatt – vermutlich die Nachzeichnung eines Reitersiegels.

- Selbstbildnis (Silberstiftzeichnung), 1486, Albertina, Wien. Die Zeichnung galt bis 1957 als Werk des Sohnes Albrecht Dürer, wird aber heute meist als Werk von Albrecht Dürer d. Ä. angesehen.

- Selbstbildnis (Federzeichnung), um 1492/1493, Graphische Sammlung der Universität Erlangen.

## Bildnisse

### Erstes Porträt
Das Bildnis des Albrecht Dürer d. Ä. mit Rosenkranz (siehe Abbildung oben) ist um 1490 von Albrecht Dürer im Alter von nur 19 Jahren gemalt worden und stellt seinen damals 63-jährigen Vater dar. Es befindet sich heute in den Uffizien in Florenz.
Das Porträt ist 47 cm hoch und 39 cm breit, auf Holz gemalt. Es wurde nachträglich (von Dürer?) mit dem Monogramm signiert und auf 1490 datiert. Auf der Rückseite ist das Wappen der Dürer-Holper zu sehen. Das Bild muss vor dem Beginn von Dürers Wanderschaft, die er am 11. April 1490 angetreten hat, entstanden sein. Das Bild ist nicht gut erhalten und weist besonders am Hintergrund Beschädigungen auf.
Das Bild ist ein Brustporträt, das Dürers Vater vor einem dunkelgrünen Hintergrund in leichter Diagonalstellung zeigt. Er ist bekleidet mit einer weiten braunen, mit Pelz gefütterten Jacke, unter der das schwarze Untergewand zu sehen ist. Auf dem Kopf trägt er eine dunkle pelzgefütterte Mütze, aus der das gepflegte, wellige Haar, das kaum ergraut ist, hervorschaut. Er spielt mit einer Art Kette oder Rosenkranz aus korallenfarbenen Kugeln, während sein Blick nachdenklich, fast skeptisch, in die Ferne gerichtet ist.

### Zweites Porträt

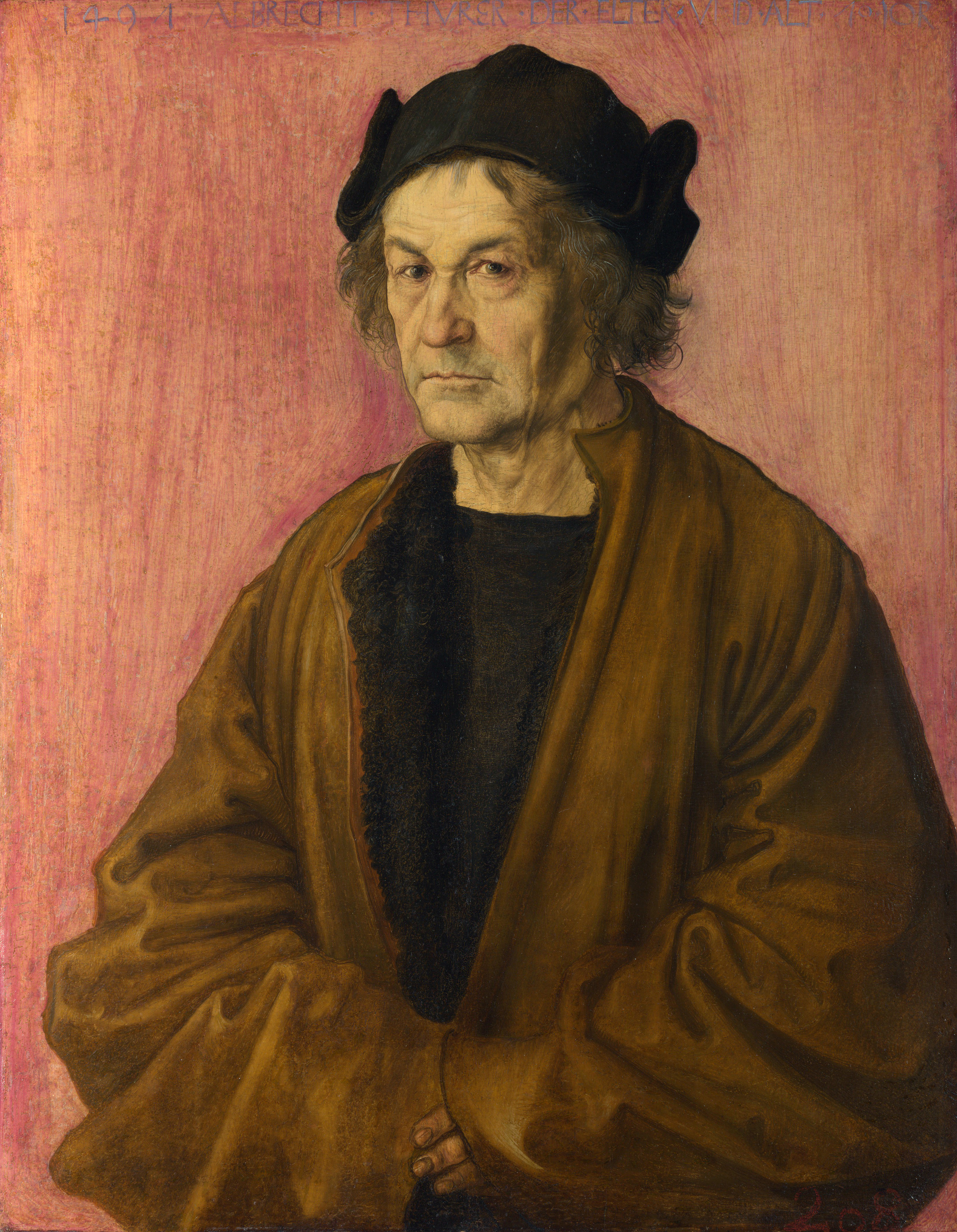
Albrecht Dürer d. Ä. (1497), gemalt von seinem Sohn Albrecht Dürer

Dieses Bildnis von Albrecht Dürer d. Ä. ist 1497 von Dürer im Alter von 26 Jahren gemalt worden und stellt seinen damals 70-jährigen Vater dar.
Das Porträt ist 51 cm hoch, 41 cm breit, auf Lindenholz gemalt und auf dem oberen Rand signiert und datiert: 1497 ALBRECHT THURER DER ELTER VND 70 JOR. Von dem Bild existieren mehrere Fassungen, von denen das der National Gallery in London inzwischen als Original angesehen wird, wenn es auch aufgrund eines schlechten Erhaltungszustandes der Beschriftung und des Hintergrundes lange als Kopie bzw. Fälschung angenommen wurde. Weitere Fassungen gibt es im Städel in Frankfurt, in einer englischen Sammlung und in der Alten Pinakothek in München, die als Kopien gelten. Das Bild wurde in einer Radierung von Wenzel Hollar verbreitet.
Es stellt den sichtlich gealterten Vater dar, der mit der gleichen Felljacke bekleidet ist wie auf dem ersten Bild. Er ist vor einem orangefarbenen Hintergrund – der bei näherem Hinsehen wie eine Grundierung wirkt – in repräsentativer Haltung abgebildet. Seine Haltung ist gebeugt, die Spannkraft des 63-Jährigen hat er verloren, Gesicht und Hals sind ausgemergelt, voller Falten, und die ehemals vollen Lippen sind zu schmalen Strichen geworden. Im Gegensatz zu dem älteren Porträt schaut er mit seinem skeptischen Blick den Betrachter an.
Aus seiner dunkelbraunen Kappe, deren Rand mit den Ohrenklappen aufgeschlagen ist, schauen die ergrauten, spärlicher gewordenen Haare hervor. Seine Hände hat er bis auf drei Fingerspitzen der linken Hand in den weiten Ärmeln der Pelzjacke verborgen.
In der Komposition und der Farbpalette gleichen sich – abgesehen von dem farblich unterschiedlichen Hintergrund – die beiden Bilder, während in Bezug auf Proportionen und malerische Perfektion – das spätere Bild weist im Gegensatz zum ersten keinerlei Pentimenti auf – das jüngere Bild dem ersten überlegen ist. Beide Bilder zeichnet die eindringliche Erfassung der Persönlichkeit des Dargestellten aus.